# Castelo de Salvaleón
As ruínas do Castelo de Salvaleón e da antiga povoação amuralhada estão situadas a 19 km ao sul de Valverde del Fresno, província de Cáceres, Estremadura espanhola.
Salvaleón foi mandado construir, em 1227, na confluência dos rios Erges e Bazágueda, junto à fronteira portuguesa.